# Ломоносовское сельское поселение (Архангельская область)
Ломоно́совское се́льское поселе́ние или муниципа́льное образова́ние «Ломоно́совское» — упразднённое муниципальное образование со статусом сельского поселения в Холмогорском муниципальном районе Архангельской области России. Существовало с 2006 года по 2014 год.
Соответствует административно-территориальной единице в Холмогорском районе — Ломоносовскому сельсовету.
Административным центром было село Ломоносово.

## География
Сельское поселение находилось в Холмогорском районе, на островах холмогорского разветвления (Куростров, Ухтостров и др.) и на правом берегу Северной Двины.

## История
Муниципальное образование было образовано в 2006 году
Законом Архангельской области от 24 октября 2014 года № 202-11-ОЗ сельские поселения «Ломоносовское» и «Холмогорское» были объединены в сельское поселение «Холмогорское» с административным центром в селе Холмогоры.
Исторически эта территория входила в Холмогорский уезд. 

## Население
| 2010 | 2011 | 2012 | 2013 | 2014 |
| ---- | ---- | ---- | ---- | ---- |
| 684  | ↘681 | ↘650 | ↘634 | ↘611 |

## Состав поселения
В состав сельского поселения входили:
- Андрияновская
- Большое Залесье
- Бор
- Боярская
- Бушково
- Вавчуга
- Даниловская
- Демушино
- Жучково
- Залыва
- Заручевье
- Косновская
- Кочерино
- Красное Село
- Ломоносово
- Лубянки
- Лыжино
- Макарово
- Малое Залесье
- Марково
- Митревщина
- Неверово
- Некрасово
- Осина Гора
- Пекишево
- Перхуровская
- Подгорье
- Подсосны
- Почапы
- Разлог
- Строительская
- Сурово
- Татаурово
- Тихновская
- Трехновская

### Законодательство
- Областной закон «О статусе и границах территорий муниципальных образований в Архангельской области» (текущая редакция от 15.02.2010, возможность просмотра всех промежуточных редакций), (первоначальная редакция от 2004 года)

### История
- Археологические стоянки (Холмогорский район)
- Подчинённые пункты Холмогорского района // Справочник административного деления Архангельской области в 1939—1945 годах

### Карты
- Топографическая карта. К югу от Архангельска - 1 : 100 000
- Ломоносовское поселение на Wikimapia